# Scirpus lushanensis
Scirpus lushanensis är en halvgräsart som beskrevs av Jisaburo Ohwi. Scirpus lushanensis ingår i släktet skogssävssläktet, och familjen halvgräs. Inga underarter finns listade i Catalogue of Life.